# Chatichai Choonhavan
Chatichai Choonhavan (thai: ชาติชาย ชุณหะวัณ, født 5. april 1920, død 6. maj 1998) var en thailandsk militær officer, diplomat, og politiker i Thailand, der var premierminister i Thailand fra august 1988 indtil statskupet i februar 1991.